# Лив Тайлър
Лив Ръндгрен Тайлър (на английски: Liv Rundgren Tyler) е американска актриса и модел. Тя е дъщеря на Стивън Тайлър, член на групата Аеросмит и Бебе Буел – певица и модел. По-известна е с ролята на Арвен от „Властелинът на пръстените“. Има запомнящо се участие и в „Армагедон“ (1998), и в сериала „Блудници“ (2017 – 2019).

## Ранни години
Родена е на 1 юли 1977 като Лив Рундгрен в артистичното семейство на певицата Биби Бюъл и Тод Рундгрен и от детството си расте в творческа атмосфера. Биби започва кариерата си на седемнадесет години като моден модел. Необикновеното си име Лив дължи на шведската актриса Лив Улман, чиято снимка била поместена на корицата на популярно списание през седмицата, когато Тайлър дошла на бял свят. Думата liv на шведски означава „живот“.
Почти до десетата си година Лив смята, че Тод Рундгрен е неин баща. Веднъж обаче посещава концерт на Аеросмит, чийто солист Стивън Тайлър е добър приятел на майка ѝ. Там тя среща друга дъщеря на Тайлър и разбира, че с нея си приличат като две капки вода. Научавайки, че Стивън е истинският ѝ баща, и сприятелявайки се с него, на 12 години Лив променя фамилното си име на Тайлър.

## Кариера
Кариерата на Лив Тайлър като модел започва на 14, но след по-малко от година тя решава да се съсредоточи върху актьорството. Кариерата на Лив Тайлър в киното започва с клипа на песента Crazy на Аеросмит, в който тя се снима заедно с Алисия Силвърстоун. Нейният филмов дебют е през 1994 г. в „Тревожна есен“. След това се появява в поддържащи роли в няколко филма. В киното Лив се превръща в сензация след участието си в заредения с еротика арт филм на Бернардо Бертолучи „Открадната красота“ в средата на 90-те години на XX век. После покорява и широката публика с главни роли в известни филми като „Армагедон“ и „Властелинът на пръстените“. Във филма „Онегин“, заснет по известния роман на Александър Пушкин, Тайлър играе ролята на Татяна Ларина. Звездата признава, че нито веднъж не е чела Евгений Онегин, а текста си е научавала само от сценария.

## Частична филмография
- „Тревожна есен“ (1994)
- „Емпайър Рекърдс“ (1995)
- „Открадната красота“ (1996)
- „Музиката, която правиш“ (1996)
- „Сестрите Абът“ (1997)
- „Армагедон“ (1998)
- „Плънкет и Маклийн“ (1999)
- „Наследството на Куки“ (1999)
- „Онегин“ (1999)
- „Д-р Т. и жените“ (2000)
- „Една вечер в бар Маккул“ (2001)
- „Властелинът на пръстените: Задругата на пръстена“ (2001)
- „Властелинът на пръстените: Двете кули“ (2002)
- „Властелинът на пръстените: Завръщането на краля“ (2003)
- „Момиче от Джърси“ (2004)
- „Любовта в мен“ (2007)
- „Невероятният Хълк“ (2008)
- „Роботът и Франк“ (2012)
- „Космическа станция 76“ (2014)
- „Останалите“ (сериал, от 2014)

## Семейство
Между 2003 и 2008 г. има брак с Ройстън Лангдън, с когото имат едно дете. От 2014 г. насам Лив е обвързана със спортния агент Дейв Гарднър и е щастлива майка на 3 деца.